# AFC Cup 2016
Der AFC Cup 2016 war die 13. Spielzeit des nach der Champions League zweitwichtigsten asiatischen Wettbewerbs für Vereinsmannschaften im Fußball seit dessen Gründung zur Spielzeit 2004. Am Wettbewerb nahmen 40 Klubs aus 23 Landesverbänden teil.
Die Saison begann mit der neu eingeführten Vorqualifikation am 11. August 2015 und wurde mit dem Finale im Qatar SC Stadium am 5. November 2016 beendet. Dort besiegte al-Quwa al-Dschawiya den indischen Verein Bengaluru FC mit 1:0 und konnte so seinen ersten Titel gewinnen. Titelverteidiger Johor Darul Ta’zim FC aus Malaysia war im Halbfinale ausgeschieden.
Torschützenkönig wurden der Iraker Hammadi Ahmad von al-Quwa al-Dschawiya mit 16 Toren. Er wurde außerdem zum besten Spieler des Wettbewerbs ernannt.

## Qualifizierte Länder
Die nachfolgende Zuordnung der Vereine zu den einzelnen Qualifikationsrunden oder der Gruppenphase ermittelte sich aus der AFC-Vierjahreswertung 2014, die sich nach dem Abschneiden des jeweiligen Fußballverbandes während der letzten vier Jahre bei ihren Wettbewerben (Champions League und AFC Cup) zusammensetzte. Die Vereine werden dabei zu 70 Prozent und die Nationalmannschaften zu 30 Prozent (maximal 100 Punkte) berücksichtigt. Es ergeben sich jeweils für beide Regionen (West- und Ostasien) die folgenden Bedingungen:
- Die Verbände auf den Plätzen 7 bis 12 der Vierjahreswertung erhalten einen Qualifikationsplatz in der Champions League.
  - Erreichen diese Mannschaften die Gruppenphase der Champions League, werden sie im AFC Cup durch eine andere Mannschaft desselben Verbandes ersetzt.
  - Erreichen diese Mannschaften nicht die Gruppenphase der Champions League, spielen sie in der Gruppenphase des AFC Cups weiter.
  - Der siebt- und achtplatzierte Verband erhält zusätzlich einen direkten Startplatz.
  - Die neunt- bis zwölfplatzierten Verbände erhalten zusätzlich einen Qualifikationsplatz.
- Die Verbände auf den Plätzen 13 bis 16 erhalten einen direkten Startplatz und einen Qualifikationsplatz.
- Die restlichen Verbände (Platz 17 bis 23), größtenteils bis 2014 (mögliche) Teilnehmer am President’s Cup, können an der Vorqualifikation teilnehmen.

| Rang   | Rang  | Verbands- mitglied | Punkte | Startplätze | Startplätze    | Startplätze     | Startplätze |
| Region | Ges.  | Verbands- mitglied | Punkte | CL-Quali    | Gruppen- phase | Play-off- Runde | Q-Runde     |
| ------ | ----- | ------------------ | ------ | ----------- | -------------- | --------------- | ----------- |
| 06     | 10    | Irak               | 47.106 | 0           | 2              | 0               | 0           |
| 07     | 11    | Kuwait             | 45.423 | 0           | 0              | 0               | 0           |
| 08     | 12    | Jordanien          | 44.309 | 1           | 1              | 0               | 0           |
| 09     | 14    | Oman               | 30.586 | 0           | 2              | 0               | 0           |
| 10     | 16    | Bahrain            | 25.547 | 0           | 1              | 1               | 0           |
| 11     | 17    | Libanon            | 25.043 | 0           | 1              | 1               | 0           |
| 12     | 19    | Syrien             | 22.883 | 0           | 1              | 1               | 0           |
| 13     | 25    | Palästina          | 15.911 | 0           | 1              | 1               | 0           |
| 14     | 28    | Tadschikistan      | 11.761 | 0           | 1              | 1               | 0           |
| 15     | 29    | Afghanistan        | 11.464 | 0           | 0              | 0               | 0           |
| 16     | 30    | Turkmenistan       | 10.554 | 0           | 1              | 1               | 0           |
| 17     | 32    | Kirgisistan        | 08.761 | 0           | 0              | 1               | 1           |
| 18     | 35    | Jemen              | 05.249 | 0           | 0              | 0               | 0           |
| 19     | 36    | Sri Lanka          | 04.071 | 0           | 0              | 0               | 0           |
| 20     | 38    | Nepal              | 03.268 | 0           | 0              | 0               | 0           |
| 21     | 39    | Pakistan           | 02.732 | 0           | 0              | 0               | 1           |
| 22     | 46    | Bhutan             | 00.000 | 0           | 0              | 0               | 1           |
| Total  | Total | Total              | Total  | 1           | 11             | 7               | 3           |

| Rang   | Rang  | Verbands- mitglied | Punkte | Startplätze | Startplätze    | Startplätze     | Startplätze |
| Region | Ges.  | Verbands- mitglied | Punkte | CL-Quali    | Gruppen- phase | Play-off- Runde | Q-Runde     |
| ------ | ----- | ------------------ | ------ | ----------- | -------------- | --------------- | ----------- |
| 07     | 18    | Indonesien         | 25.004 | 0           | 0              | 0               | 0           |
| 08     | 20    | Hongkong           | 20.077 | 1           | 1              | 0               | 0           |
| 09     | 21    | Myanmar            | 18.949 | 1           | 1              | 0               | 0           |
| 10     | 22    | Malaysia           | 18.153 | 1           | 1              | 0               | 0           |
| 11     | 23    | Indien             | 16.756 | 1           | 1              | 0               | 0           |
| 12     | 24    | Singapur           | 16.097 | 1           | 1              | 0               | 0           |
| 13     | 26    | Malediven          | 15.884 | 0           | 2              | 0               | 0           |
| 14     | 27    | Philippinen        | 12.268 | 0           | 2              | 0               | 0           |
| 15     | 31    | Nordkorea          | 09.000 | 0           | 0              | 0               | 0           |
| 16     | 33    | Laos               | 07.554 | 0           | 1              | 0               | 0           |
| 17     | 34    | Guam               | 05.946 | 0           | 0              | 0               | 0           |
| 18     | 37    | Bangladesch        | 03.643 | 0           | 0              | 0               | 1           |
| 19     | 39    | Osttimor           | 02.732 | 0           | 0              | 0               | 0           |
| 20     | 41    | Macau              | 02.625 | 0           | 0              | 0               | 1           |
| 21     | 42    | Kambodscha         | 02.464 | 0           | 0              | 0               | 0           |
| 22     | 43    | Chinesisch Taipeh  | 02.089 | 0           | 0              | 0               | 0           |
| 23     | 44    | Mongolei           | 01.554 | 0           | 0              | 0               | 1           |
| 24     | 45    | Brunei             | 00.804 | 0           | 0              | 0               | 0           |
| Total  | Total | Total              | Total  | 5           | 10             | 0               | 3           |

Anmerkungen
1. ↑  Der Irak erhielt ursprünglich zwei Qualifikationsplätze in der Champions League. Da jedoch kein irakischer Verein dafür eine Lizenz erhielt, durften sie stattdessen an der Gruppenphase des AFC Cups teilnehmen.
2. ↑  Kuwait erhielt ursprünglich einen Qualifikationsplatz in der Champions League sowie einen direkten Platz für den AFC Cup. Durch die Suspendierung ihres Fußballverbandes durften sie allerdings an keinem internationalen Wettbewerb teilnehmen.
3. ↑  Der Oman erhielt ursprünglich einen Qualifikationsplatz in der Champions League. Da aber keiner seiner Vereine eine Lizenz dafür erhielt, durften sie direkt an der Gruppenphase des AFC Cups teilnehmen. Durch den Mangel an Teilnehmern in der Qualifikation für die Westregion rückte der zweite Verein aus dem Oman ebenfalls direkt in die Gruppenphase.
4. 1 2 3  Bahrain, der Libanon und Syrien erhielten ursprünglich einen Qualifikationsplatz in der Champions League. Da aber keiner ihrer Vereine eine Lizenz dafür erhielt, durften sie direkt an der Gruppenphase des AFC Cups teilnehmen.
5. 1 2 3  Durch den Mangel an Teilnehmern in der Qualifikation für die Westregion rückten die jeweiligen zweiten Vereine aus Palästina, Tadschikistan und Turkmenistan direkt in die Play-off-Runde.
6. 1 2  Afghanistan und Nordkorea erhielten ursprünglich jeweils einen direkten Startplatz und einen Qualifikationsplatz, entsendeten aber keine Mannschaften.
7. ↑  Kirgistan erhielt ursprünglich nur einen Platz in der Vorqualifikation, bekam dann aber einen zusätzlichen Qualifikationsplatz.
8. 1 2 3 4 5 6 7 8  Der Jemen, Sri Lanka Nepal, Guam, Osttimor, Kambodscha, Chinese Taipei und Brunei erhielten alle jeweils einen Qualifikationsplatz, entsendeten aber keine Mannschaften.
9. ↑  Indonesien erhielt ursprünglich einen Qualifikationsplatz in der Champions League sowie einen direkten Platz für den AFC Cup. Durch die Suspendierung ihres Fußballverbandes durften sie allerdings an keinem internationalen Wettbewerb teilnehmen.
10. 1 2 3 4 5 6  Durch den Mangel an Teilnehmern in der Qualifikation für die Ostregion rückten die jeweiligen zweiten Vereine aus Myanmar, Malaysia, Indien, Singapur, den Malediven und den Philippinen direkt in die Gruppenphase.
11. ↑  Laos erhielt ursprünglich jeweils einen direkten Startplatz und einen Qualifikationsplatz. Es nahm aber nur eine Mannschaft teil.
12. ↑  Durch den Mangel an Teilnehmern in der Ostregion, wechselte Bangladesch von der West- in die Ostregion.

## Qualifikation

### Qualifikationsrunde
Die Gruppen der Qualifikationsrunde wurden am 29. Juni 2015 ausgelost. Die sechs Mannschaften wurden in zwei Gruppen mit je drei Teilnehmern gelost. Jeder spielte gegen jeden nur einmal. Die beste Mannschaft der ersten Gruppe erreichte die Play-off-Runde, die der zweiten Gruppe startete direkt in der Gruppenphase.

#### Gruppe 1
Alle Spiele fanden im Changlimithang Stadium in Thimphu (Bhutan) statt.
| Pl. | Verein        | Sp. | S | U | N | Tore    | Diff. | Punkte |
| --- | ------------- | --- | - | - | - | ------- | ----- | ------ |
| 1.  | K-Electric FC | 2   | 1 | 1 | 0 | 004:300 | +1    | 04     |
| 2.  | Druk United   | 2   | 0 | 2 | 0 | 003:300 | ±0    | 02     |
| 3.  | Khoromkhon FC | 2   | 0 | 1 | 1 | 000:100 | −1    | 01     |

| 11. August 2015 |     |                  |
| K-Electric FC   | 3:3 | Druk United \|   |
| 13. August 2015 |     |                  |
| Khoromkhon FC   | 0:1 | K-Electric FC \| |
| 15. August 2015 |     |                  |
| Druk United     | 0:0 | Khoromkhon FC \| |

#### Gruppe 2
Alle Spiele fanden im Dolen-Omurzakov-Stadion in Bischkek (Kirgisistan) statt.
| Pl. | Verein                      | Sp. | S | U | N | Tore    | Diff. | Punkte |
| --- | --------------------------- | --- | - | - | - | ------- | ----- | ------ |
| 1.  | Sheikh Jamal Dhanmondi Club | 2   | 1 | 1 | 0 | 005:200 | +3    | 04     |
| 2.  | Alga Bischkek               | 2   | 1 | 1 | 0 | 003:100 | +2    | 04     |
| 3.  | Benfica de Macau            | 2   | 0 | 0 | 2 | 001:600 | −5    | 0      |

| 11. August 2015             |     |                                |
| Benfica de Macau            | 0:2 | Alga Bischkek \|               |
| 13. August 2015             |     |                                |
| Sheikh Jamal Dhanmondi Club | 4:1 | Benfica de Macau \|            |
| 15. August 2015             |     |                                |
| Alga Bischkek               | 1:1 | Sheikh Jamal Dhanmondi Club \| |

### Play-off-Runde
Die Einteilung der Qualifikation fand nach der Länderwertung der AFC-Vierjahreswertung statt. Teams aus demselben Land konnten nicht gegeneinander gesetzt werden. Mangels Teilnehmer entfiel die Play-off-Runde in der Ostregion. Die Spiele fanden am 9. Februar 2016 statt.
Westregion
|                 | Ergebnis              |               |
| --------------- | --------------------- | ------------- |
| al-Hidd         | 2:0                   | K-Electric FC |
| Tripoli SC      | 0:0 n. V. (7:6 i. E.) | Alai Osch     |
| al-Wahda        | 2:0                   | Balkan FK     |
| Ahli al-Khaleel | 1:0                   | FC Khujand    |

## Gruppenphase
Die Gruppenphase wurde am 10. Dezember 2015 in Kuala Lumpur, Malaysia, ausgelost. Die 32 Mannschaften wurden in acht Gruppen mit je vier Teilnehmern gelost. Teams aus demselben Land konnten nicht in dieselbe Gruppe gelost werden. Jeder spielte gegen jeden ein Hin- und ein Rückspiel. Die beiden besten Mannschaften jeder Gruppe erreichten das Achtelfinale.

### Gruppe A
| Pl. | Verein        | Sp. | S | U | N | Tore    | Diff. | Punkte |
| --- | ------------- | --- | - | - | - | ------- | ----- | ------ |
| 1.  | al Ahed       | 6   | 4 | 0 | 2 | 014:900 | +5    | 12     |
| 2.  | al-Wihdat     | 6   | 2 | 2 | 2 | 010:120 | −2    | 08     |
| 3.  | al-Hidd       | 6   | 2 | 1 | 3 | 011:120 | −1    | 07     |
| 4.  | Altyn Asyr FK | 6   | 1 | 3 | 2 | 005:700 | −2    | 06     |

| 23. Februar 2016 |     |                  |
| Altyn Asyr FK    | 2:0 | al Ahed \|       |
| al-Wihdat        | 2:0 | al-Hidd \|       |
| 8. März 2016     |     |                  |
| al-Hidd          | 1:1 | Altyn Asyr FK \| |
| al Ahed          | 3:2 | al-Wihdat \|     |
| 15. März 2016    |     |                  |
| al-Wihdat        | 1:1 | Altyn Asyr FK \| |
| al-Hidd          | 2:5 | al Ahed \|       |
| 12. April 2016   |     |                  |
| Altyn Asyr FK    | 0:0 | al-Wihdat \|     |
| al Ahed          | 1:0 | al-Hidd \|       |
| 26. April 2016   |     |                  |
| al-Hidd          | 6:2 | al-Wihdat \|     |
| al Ahed          | 3:0 | Altyn Asyr FK \| |
| 10. Mai 2016     |     |                  |
| al-Wihdat        | 3:2 | al Ahed \|       |
| Altyn Asyr FK    | 1:2 | al-Hidd \|       |

### Gruppe B
| Pl. | Verein           | Sp. | S | U | N | Tore    | Diff. | Punkte |
| --- | ---------------- | --- | - | - | - | ------- | ----- | ------ |
| 1.  | Naft al-Wasat SC | 6   | 5 | 0 | 1 | 009:300 | +6    | 15     |
| 2.  | al-Faisaly       | 6   | 3 | 2 | 1 | 010:600 | +4    | 11     |
| 3.  | Tripoli SC       | 6   | 2 | 1 | 3 | 008:100 | −2    | 07     |
| 4.  | FC Istiklol      | 6   | 0 | 1 | 5 | 004:120 | −8    | 01     |

| 23. Februar 2016 |     |                     |
| FC Istiklol      | 0:0 | al-Faisaly \|       |
| Naft al-Wasat SC | 1:0 | Tripoli SC \|       |
| 8. März 2016     |     |                     |
| al-Faisaly       | 2:1 | Naft al-Wasat SC \| |
| Tripoli SC       | 2:1 | FC Istiklol \|      |
| 15. März 2016    |     |                     |
| Naft al-Wasat SC | 2:0 | FC Istiklol \|      |
| Tripoli SC       | 1:1 | al-Faisaly \|       |
| 12. April 2016   |     |                     |
| al-Faisaly       | 3:1 | Tripoli SC \|       |
| FC Istiklol      | 0:1 | Naft al-Wasat SC \| |
| 26. April 2016   |     |                     |
| al-Faisaly       | 4:2 | FC Istiklol \|      |
| Tripoli SC       | 1:3 | Naft al-Wasat SC \| |
| 10. Mai 2016     |     |                     |
| Naft al-Wasat SC | 1:0 | al-Faisaly \|       |
| FC Istiklol      | 1:3 | Tripoli SC \|       |

### Gruppe C
| Pl. | Verein                 | Sp. | S | U | N | Tore    | Diff. | Punkte |
| --- | ---------------------- | --- | - | - | - | ------- | ----- | ------ |
| 1.  | al-Quwa al-Dschawiya   | 6   | 5 | 0 | 1 | 015:700 | +8    | 15     |
| 2.  | al-Wahda               | 6   | 3 | 0 | 3 | 011:900 | +2    | 09     |
| 3.  | Shabab al-Dhahiriya SC | 6   | 2 | 1 | 3 | 007:100 | −3    | 07     |
| 4.  | al-Oruba SC            | 6   | 1 | 1 | 4 | 005:120 | −7    | 04     |

| 24. Februar 2016       |       |                           |
| Shabab al-Dhahiriya SC | 0:2   | al-Quwa al-Dschawiya \|   |
| al-Oruba SC            | 2:1   | al-Wahda \|               |
| 9. März 2016           |       |                           |
| al-Quwa al-Dschawiya   | 2:1   | al-Oruba SC \|            |
| 16. März 2016          |       |                           |
| al-Wahda               | 5:2   | al-Quwa al-Dschawiya \|   |
| al-Oruba SC            | 1:1   | Shabab al-Dhahiriya SC \| |
| 13. April 2016         |       |                           |
| Shabab al-Dhahiriya SC | 2:0   | al-Oruba SC \|            |
| al-Quwa al-Dschawiya   | 1:0   | al-Wahda \|               |
| 27. April 2016         |       |                           |
| al-Wahda               | 2:1   | al-Oruba SC \|            |
| al-Quwa al-Dschawiya   | 4:1   | Shabab al-Dhahiriya SC \| |
| Abge.                  |       |                           |
| al-Wahda               | 0:3 1 | Shabab al-Dhahiriya SC \| |
| 11. Mai 2016           |       |                           |
| al-Oruba SC            | 0:4   | al-Quwa al-Dschawiya \|   |
| Abge.                  |       |                           |
| Shabab al-Dhahiriya SC | 0:3 2 | al-Wahda \|               |

Anmerkungen

### Gruppe D
| Pl. | Verein          | Sp. | S | U | N | Tore    | Diff. | Punkte |
| --- | --------------- | --- | - | - | - | ------- | ----- | ------ |
| 1.  | Muharraq Club   | 6   | 5 | 1 | 0 | 009:300 | +6    | 16     |
| 2.  | al-Dschaisch    | 6   | 3 | 1 | 2 | 005:300 | +2    | 10     |
| 3.  | Ahli al-Khaleel | 6   | 1 | 2 | 3 | 007:110 | −4    | 05     |
| 4.  | Fanja SC        | 6   | 0 | 2 | 4 | 005:900 | −4    | 02     |

| 24. Februar 2016 |       |                    |
| al-Dschaisch     | 1:0   | Fanja SC \|        |
| Muharraq Club    | 2:1   | Ahli al-Khaleel \| |
| 9. März 2016     |       |                    |
| Fanja SC         | 1:2   | Muharraq Club \|   |
| 16. März 2016    |       |                    |
| Ahli al-Khaleel  | 2:1   | Fanja SC \|        |
| Muharraq Club    | 1:0   | al-Dschaisch \|    |
| 13. April 2016   |       |                    |
| al-Dschaisch     | 0:2   | Muharraq Club \|   |
| Fanja SC         | 3:3   | Ahli al-Khaleel \| |
| 27. April 2016   |       |                    |
| Ahli al-Khaleel  | 1:1   | Muharraq Club \|   |
| Fanja SC         | 0:0   | al-Dschaisch \|    |
| 11. Mai 2016     |       |                    |
| Muharraq Club    | 1:0   | Fanja SC \|        |
| al-Dschaisch     | 1:0   | Ahli al-Khaleel \| |
| Abge.            |       |                    |
| Ahli al-Khaleel  | 0:3 3 | al-Dschaisch \|    |

Anmerkung

### Gruppe E
| Pl. | Verein                      | Sp. | S | U | N | Tore    | Diff. | Punkte |
| --- | --------------------------- | --- | - | - | - | ------- | ----- | ------ |
| 1.  | Ceres FC                    | 6   | 3 | 3 | 0 | 012:400 | +8    | 12     |
| 2.  | Tampines Rovers             | 6   | 3 | 1 | 2 | 010:600 | +4    | 10     |
| 3.  | Selangor FA                 | 6   | 2 | 2 | 2 | 008:800 | ±0    | 08     |
| 4.  | Sheikh Jamal Dhanmondi Club | 6   | 1 | 0 | 5 | 007:190 | −12   | 03     |

| 23. Februar 2016            |     |                                |
| Ceres FC                    | 2:2 | Selangor FA \|                 |
| Tampines Rovers             | 4:0 | Sheikh Jamal Dhanmondi Club \| |
| 8. März 2016                |     |                                |
| Sheikh Jamal Dhanmondi Club | 0:2 | Ceres FC \|                    |
| Selangor FA                 | 0:1 | Tampines Rovers \|             |
| 15. März 2016               |     |                                |
| Tampines Rovers             | 1:1 | Ceres FC \|                    |
| Sheikh Jamal Dhanmondi Club | 3:4 | Selangor FA \|                 |
| 12. April 2016              |     |                                |
| Ceres FC                    | 2:1 | Tampines Rovers \|             |
| Selangor FA                 | 2:1 | Sheikh Jamal Dhanmondi Club \| |
| 26. April 2016              |     |                                |
| Sheikh Jamal Dhanmondi Club | 3:2 | Tampines Rovers \|             |
| Selangor FA                 | 0:0 | Ceres FC \|                    |
| 10. Mai 2016                |     |                                |
| Tampines Rovers             | 1:0 | Selangor FA \|                 |
| Ceres FC                    | 5:0 | Sheikh Jamal Dhanmondi Club \| |

### Gruppe F
| Pl. | Verein           | Sp. | S | U | N | Tore    | Diff. | Punkte |
| --- | ---------------- | --- | - | - | - | ------- | ----- | ------ |
| 1.  | Kitchee SC       | 6   | 4 | 1 | 1 | 008:100 | +7    | 13     |
| 2.  | Kaya FC          | 6   | 3 | 1 | 2 | 005:200 | +3    | 10     |
| 3.  | Balestier Khalsa | 6   | 2 | 1 | 3 | 006:100 | −4    | 07     |
| 4.  | New Radiant      | 6   | 0 | 3 | 3 | 002:800 | −6    | 03     |

| 23. Februar 2016 |     |                     |
| New Radiant      | 2:2 | Balestier Khalsa \| |
| Kitchee SC       | 1:0 | Kaya FC \|          |
| 8. März 2016     |     |                     |
| Kaya FC          | 1:0 | New Radiant \|      |
| Balestier Khalsa | 1:0 | Kitchee SC \|       |
| 15. März 2016    |     |                     |
| Kaya FC          | 1:0 | Balestier Khalsa \| |
| Kitchee SC       | 0:0 | New Radiant \|      |
| 12. April 2016   |     |                     |
| New Radiant      | 0:2 | Kitchee SC \|       |
| Balestier Khalsa | 0:3 | Kaya FC \|          |
| 26. April 2016   |     |                     |
| Kaya FC          | 0:1 | Kitchee SC \|       |
| Balestier Khalsa | 3:0 | New Radiant \|      |
| 10. Mai 2016     |     |                     |
| Kitchee SC       | 4:0 | Balestier Khalsa \| |
| New Radiant      | 0:0 | Kaya FC \|          |

### Gruppe G
| Pl. | Verein         | Sp. | S | U | N | Tore    | Diff. | Punkte |
| --- | -------------- | --- | - | - | - | ------- | ----- | ------ |
| 1.  | Mohun Bagan AC | 6   | 3 | 2 | 1 | 014:900 | +5    | 11     |
| 2.  | South China AA | 6   | 3 | 0 | 3 | 009:900 | ±0    | 09     |
| 3.  | Yangon United  | 6   | 2 | 2 | 2 | 010:100 | ±0    | 08     |
| 4.  | Maziya S&RC    | 6   | 1 | 2 | 3 | 008:130 | −5    | 05     |

| 24. Februar 2016 |     |                   |
| Yangon United    | 2:1 | South China AA \| |
| Mohun Bagan AC   | 5:2 | Maziya S&RC \|    |
| 9. März 2016     |     |                   |
| Maziya S&RC      | 1:1 | Yangon United \|  |
| South China AA   | 0:4 | Mohun Bagan AC \| |
| 16. März 2016    |     |                   |
| Maziya S&RC      | 2:1 | South China AA \| |
| Mohun Bagan AC   | 3:2 | Yangon United \|  |
| 13. April 2016   |     |                   |
| Yangon United    | 1:1 | Mohun Bagan AC \| |
| South China AA   | 2:0 | Maziya S&RC \|    |
| 27. April 2016   |     |                   |
| Maziya S&RC      | 1:1 | Mohun Bagan AC \| |
| South China AA   | 2:1 | Yangon United \|  |
| 11. Mai 2016     |     |                   |
| Mohun Bagan AC   | 0:3 | South China AA \| |
| Yangon United    | 3:2 | Maziya S&RC \|    |

### Gruppe H
| Pl. | Verein                | Sp. | S | U | N | Tore    | Diff. | Punkte |
| --- | --------------------- | --- | - | - | - | ------- | ----- | ------ |
| 1.  | Johor Darul Ta’zim FC | 6   | 6 | 0 | 0 | 021:300 | +18   | 18     |
| 2.  | Bengaluru FC          | 6   | 3 | 0 | 3 | 009:100 | −1    | 09     |
| 3.  | Ayeyawady United      | 6   | 2 | 0 | 4 | 012:200 | −8    | 06     |
| 4.  | Lao Toyota FC         | 6   | 1 | 0 | 5 | 008:170 | −9    | 03     |

| 24. Februar 2016      |     |                          |
| Lao Toyota FC         | 2:1 | Bengaluru FC \|          |
| Johor Darul Ta’zim FC | 8:1 | Ayeyawady United \|      |
| 9. März 2016          |     |                          |
| Ayeyawady United      | 4:2 | Lao Toyota FC \|         |
| Bengaluru FC          | 0:1 | Johor Darul Ta’zim FC \| |
| 16. März 2016         |     |                          |
| Ayeyawady United      | 0:1 | Bengaluru FC \|          |
| Johor Darul Ta’zim FC | 3:0 | Lao Toyota FC \|         |
| 13. April 2016        |     |                          |
| Lao Toyota FC         | 1:4 | Johor Darul Ta’zim FC \| |
| Bengaluru FC          | 5:3 | Ayeyawady United \|      |
| 27. April 2016        |     |                          |
| Ayeyawady United      | 1:2 | Johor Darul Ta’zim FC \| |
| Bengaluru FC          | 2:1 | Lao Toyota FC \|         |
| 11. Mai 2016          |     |                          |
| Johor Darul Ta’zim FC | 3:0 | Bengaluru FC \|          |
| Lao Toyota FC         | 2:3 | Ayeyawady United \|      |

## Finalrunde
Die bereits ab der Play-off-Runde bestehende Aufteilung in die West- und Ostregion wurde in der Finalrunde bis zum Finale fortgeführt. Dies stellte eine Änderung gegenüber den Vorjahren dar, als diese Aufteilung nur bis zum Achtelfinale reichte.

### Achtelfinale
Die Spielpaarungen für das Achtelfinale wurden schon bei der Auslosung der Gruppenphase im Dezember 2015 blind festgelegt. Es traf je ein Gruppenzweiter auf einen Gruppensieger einer anderen Gruppe, wobei die Gruppensieger Heimrecht hatten. Die Spiele fanden am 24. und 25. Mai 2016 statt.
Westregion
|                      | Ergebnis |              |
| -------------------- | -------- | ------------ |
| al Ahed              | 4:0      | al-Wahda     |
| al-Quwa al-Dschawiya | 2:1      | al-Wihdat    |
| Naft al-Wasat SC     | 0:1      | al-Dschaisch |
| Muharraq Club        | 1:0      | al-Faisaly   |

Ostregion
|                       | Ergebnis  |                 |
| --------------------- | --------- | --------------- |
| Ceres FC              | 0:1 n. V. | South China AA  |
| Mohun Bagan AC        | 1:2 n. V. | Tampines Rovers |
| Kitchee SC            | 2:3       | Bengaluru FC    |
| Johor Darul Ta’zim FC | 7:2       | Kaya FC         |

### Viertelfinale
Die Spielpaarungen für das Viertelfinale wurden am 9. Juni 2016 ausgelost. Es gab dabei keine gesetzten Mannschaften und Teams desselben Landesverbandes konnten einander zugelost werden. Die Hinspiele fanden am 13. und 14. September 2016 statt, die Rückspiele am 20. und 21. September 2016.
Westregion
|                      | Gesamt |               | Hinspiel | Rückspiel |
| -------------------- | ------ | ------------- | -------- | --------- |
| al-Quwa al-Dschawiya | 5:1    | al-Dschaisch  | 1:1      | 4:0       |
| al Ahed              | 3:0    | Muharraq Club | 1:0      | 2:0       |

Ostregion
|                | Gesamt |                       | Hinspiel | Rückspiel |
| -------------- | ------ | --------------------- | -------- | --------- |
| South China AA | 2:3    | Johor Darul Ta’zim FC | 1:1      | 1:2       |
| Bengaluru FC   | 1:0    | Tampines Rovers       | 1:0      | 0:0       |

### Halbfinale
Im Halbfinale spielten die zwei Mannschaften aus der Westregion und die zwei aus der Ostregion jeweils gegeneinander. Die Reihenfolge der Spiele wurde vor der Auslosung des Viertelfinales festgelegt. Die Hinspiele fanden am 27. und 28. September 2016 statt, die Rückspiele am 18. und 19. Oktober 2016.
Westregion
|                      | Gesamt |         | Hinspiel | Rückspiel |
| -------------------- | ------ | ------- | -------- | --------- |
| al-Quwa al-Dschawiya | 4:3    | al Ahed | 1:1      | 3:2       |

Ostregion
|                       | Gesamt |              | Hinspiel | Rückspiel |
| --------------------- | ------ | ------------ | -------- | --------- |
| Johor Darul Ta’zim FC | 2:4    | Bengaluru FC | 1:1      | 1:3       |

### Finale
| al-Quwa al-Dschawiya                                                     | al-Quwa al-Dschawiya | Bengaluru FC | Bengaluru FC |
| ------------------------------------------------------------------------ | --- | --- | ------------ |
| al-Quwa al-Dschawiya                                                     | \| 5. November 2016 um 19:00 Uhr (17:00 Uhr MEZ) in Doha (Qatar SC Stadium) \| \| Ergebnis: 1:0 (0:0) \| \| Zuschauer: 5.806 \| \| Schiedsrichter: Kim Jong-hyeok ( Südkorea) \| \| Spielbericht \|                                         | \| 5. November 2016 um 19:00 Uhr (17:00 Uhr MEZ) in Doha (Qatar SC Stadium) \| \| Ergebnis: 1:0 (0:0) \| \| Zuschauer: 5.806 \| \| Schiedsrichter: Kim Jong-hyeok ( Südkorea) \| \| Spielbericht \|                                                                      | Bengaluru FC |
| al-Quwa al-Dschawiya                                                     | Fahad Talib – Ali Bahjat, Saad Natiq, Sameh Saeed (90.+3' Halgurd Mulla), Humam Tariq (27. Osama Ali), – Zaher Midani, Ali Al Saadi , Ahmed Kadhim – Amjad Radhi (90.+1' Ali Ghalioum), Hammadi Ahmad, Emad Mohsin Cheftrainer: Basim Qasim | Lalthuammawia Ralte – John Johnson, Juanan, Rino Anto, Nishu Kumar (64. Seminlen Doungel) – Álvaro Rubio (83. Salam Ranjan Singh), Cameron Watson, C. K. Vineeth – Eugeneson Lyngdoh, Alwyn George (64. Udanta Singh), Sunil Chhetri Cheftrainer: Albert Roca ( Spanien) | Bengaluru FC |
| al-Quwa al-Dschawiya                                                     | 1:0 Ahmad (70.) | | Bengaluru FC |
| al-Quwa al-Dschawiya                                                     | Talib (90.+5') | | Bengaluru FC |
| 5. November 2016 um 19:00 Uhr (17:00 Uhr MEZ) in Doha (Qatar SC Stadium) | | |              |
| Ergebnis: 1:0 (0:0)                                                      | | |              |
| Zuschauer: 5.806                                                         | | |              |
| Schiedsrichter: Kim Jong-hyeok ( Südkorea)                               | | |              |
| Spielbericht                                                             | | |              |

## Torschützenliste
Nachfolgend sind die besten Torschützen der AFC-Cup-Saison (ohne Qualifikation) aufgeführt. Bei gleicher Anzahl von Treffern sind die Spieler alphabetisch sortiert.
| Rang                   | Nat         | Spieler             | Verein                | Tore |
| ---------------------- | ----------- | ------------------- | --------------------- | ---- |
| 01                     | Irak        | Hammadi Ahmad       | al-Quwa al-Dschawiya  | 16   |
| 02                     | Spanien     | Adrián Gallardo     | Ceres FC              | 08   |
|                        | Malaysia    | Mohd Safiq Rahim    | Johor Darul Ta’zim FC | 08   |
| 04                     | Nigeria     | Christopher Chizoba | Ayeyawady United      | 06   |
|                        | Argentinien | Jorge Pereyra Díaz  | Johor Darul Ta’zim FC | 06   |
|                        | Senegal     | Mouhamadou Dramé    | al Ahed               | 06   |
|                        | Indien      | Jeje Lalpekhlua     | Mohun Bagan AC        | 06   |
|                        | Argentinien | Juan Martín Lucero  | Johor Darul Ta’zim FC | 06   |
|                        | Syrien      | Raja Rafe           | al-Wahda              | 06   |
|                        | Spanien     | Rufino              | Kitchee SC            | 06   |
| Stand: Ende der Saison |             |                     |                       |      |

## Eingesetzte Spieler von al-Quwa al-Dschawiya
| al-Quwa al-Dschawiya | - Tor: Fahad Talib (12/-) - Abwehr: Sameh Saeed (12/-); Samal Saeed (10/1); Saad Natiq (10/-); Moayad Ajan (7/1); Ali Bahjat (5/-); Hussein Ali Wahid (3/1); Majid Jawad (3/-) - Mittelfeld: Bashar Rasan (11/3); Hamid Mido (11/-); Osama Ali (10/-); Humam Tariq (10/-); Ali Al Saadi (8/-); Akwetey Mensah (7/-); Zaher Midani (5/1); Ahmed Kadhim (5/-); Ali Ghalioum (3/-); Haitham Kadhim (3/-); Halgurd Mulla (1/-) - Sturm: Hammadi Ahmad (11/16); Mohammed Abdul-Wahid (5/1); Amjad Radhi (5/1); Emad Mohsin (4/1); Bassam Qabel (4/-) - Trainer: Basim Qasim |